# Ken Okuyama
Kiyoyuki "Ken" Okuyama, född 1959, är en japansk industridesigner. Han var tidigare verksam inom bilindustrin där han har arbetat åt General Motors, Porsche och Pininfarina. Vid Pininfarina utförde han uppdrag åt Ferrari, Maserati och Alfa Romeo. Han lämnade Pininfarina 2006 och startade 2007 den egna designfirman Ken Okuyama Design, där han bland annat formgivit en liten humanoid robot kallad Nuvo.